# Municipi de Hørsholm
El municipi de Hørsholm és un municipi danès situat al nord-est de l'illa de Sjælland, a l'estret de l'Øresund, abastant una superfície de 31 km². Amb la Reforma Municipal Danesa del 2007 va passar a formar part de la Regió de Hovedstaden, però no va ser afectat territorialment. La ciutat més important i la seu administrativa del municipi és Hørsholm, al sud-oest d'aquesta ciutat hi ha el llac Sjælsø.

## Consell municipal
Resultats de les eleccions del 18 de novembre del 2009:
| Partit                      | vots  | % vots |
| --------------------------- | ----- | ------ |
| Socialdemokratiet           | 1.095 | 8,3    |
| Det Radikale Venstre        | 544   | 4,1    |
| Det Konservative Folkeparti | 4.767 | 36,0   |
| Socialistisk Folkeparti     | 834   | 6,3    |
| Borgerligt Alternativ       | 84    | 0,6    |
| Kristendemokraterne         | 15    | 0,1    |
| Dansk Folkeparti            | 695   | 5,2    |
| Borgerlisten i Hørsholm     | 1.238 | 9,3    |
| Venstre                     | 3.987 | 30,1   |

### Alcaldes
| Alcalde        | Període               | Partit                      |
| -------------- | --------------------- | --------------------------- |
| Uffe Thorndahl | 1-1-2007 a 31-12-2009 | Independent                 |
| Morten Slotved | 1-1-2010 a 31-12-2013 | Det Konservative Folkeparti |